# 宇野線
宇野線（日语：／ Uno sen */?）是一條由西日本旅客鐵道（JR西日本）營運的鐵路路線，連接岡山縣岡山市北區的岡山站及玉野市的宇野站，為幹線路段。當中由岡山站至茶屋町站一段亦同為通往四國的瀨戶大橋線其中一部份。
全線均由JR西日本岡山支社所管理。其中岡山至茶屋町一段亦可以使用「ICOCA」。
2016年春季開始，JR西日本將賦予此線的路線代碼「L」、路線代表色水藍色以及路線暱稱「宇野港線」（宇野みなと線），暱稱與正式名稱會同時標示。

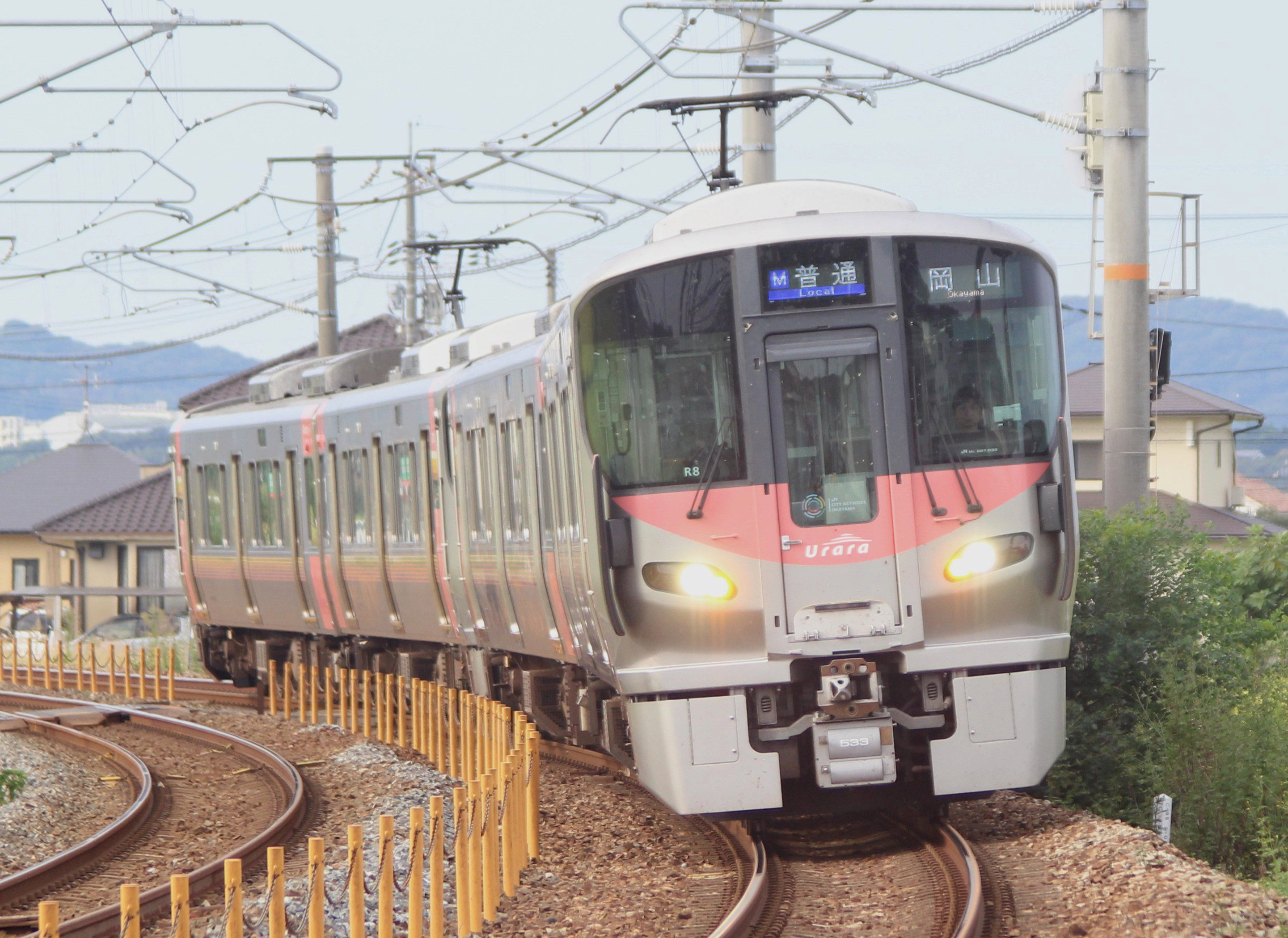
久久原站至早島站間的JR西日本227系電聯車 (2024年9月)

## 概要
宇野線曾經是連接四國及本州的重要交通樞紐，列車到達宇野站後，會直接駛進宇高連絡船內，隨船駛至高松站後再繼續前往四國內其他地方。1988年瀨戶大橋開通後，鐵路改以新路段經瀨戶大橋直接駛進四國島上，無需要再利用渡輪載運列車，宇野線便改為來往岡山市及玉野市間的都市運輸路線。
岡山站－茶屋町站間於於2007年率先引入IC乘車卡「ICOCA」，其餘車站亦於2019年全數引入。
全線由JR西日本岡山支社管轄。

## 路線資料
- 管轄、路線距離（營業距離）：
  - 西日本旅客鐵道（第一種鐵道事業者）
    - 岡山站－宇野站間 32.8公里

  - 日本貨物鐵道（第二種鐵道事業者）
    - 岡山站－茶屋町站間（14.9公里）
- 軌距：1067毫米
- 站數：15個（包括起終點站）
  - 若只限屬於宇野線的車站，排除屬於山陽本線的岡山站[4]則為14個。
- 複線路段：早島站－久久原站間（大元站、妹尾站周邊的複線站構內的交會設備）
- 電氣化路段：全線（直流1500V）
- 閉塞方式：單線自動閉塞式
- 最高速度：
  - 岡山站－茶屋町站間：100公里/小時
  - 茶屋町站－宇野站間：95公里/小時
- 運轉指令所（日语：運転指令所）：岡山綜合送指令所
- 平均通過人員（日语：輸送密度）（2015年度）[5]
  - 路線全體：20,882人/日
  - 岡山－茶屋町間：41,154人/日
  - 茶屋町－宇野間：4,008人/日

## 歷史
- 1910年6月12日：宇野線岡山～宇野間（20.4M≒32.83km）開業[6]，宇高連絡船正式運航[7]。開設鹿田站、妹尾站、早島站、茶屋町站、味野站、由加站、八濱站及宇野站。
- 1914年7月1日：味野站改稱為「彥崎站」。
- 1917年11月17日：彥崎～由加間增設灘崎臨時信號号所（廢止日不詳）。
- 1922年1月13日：鹿田～妹尾間增設今村臨時信號所（廢止日不詳）。
- 1925年3月6日：岡山～妹尾間變改行車路段。鹿田站改稱「大元站」。
- 1930年4月1日：營業距離由哩改以公里表示（20.4M→32.9km）。
- 1939年1月1日：備前西市站、備中箕島站、備前片岡站、常山站、備前田井站開業[8]。
- 1940年11月1日：備前西市站、備中箕島站、備前片岡站、常山站、備前田井站休業。
- 1947年5月1日：岡山～大元間開設岡操口信號場。岡山操車場～岡操口信號場之間的短絡線開業。
- 1950年11月15日：備前西市站、備中箕島站、備前片岡站、常山站、備前田井站重開[9]。
- 1952年：

- 3月20日：久久原站開業。
- 11月15日：由加站改稱為「迫川站」。

- 1956年2月1日：廢除岡操口信號場。
- 1960年：

- 6月：宇野線開業五十周年記念，開設紀念列車行駛岡山～宇野間。
- 9月30日：岡山～宇野間最後一天使用氣動車。
- 10月1日：岡山～宇野間電化，改用電聯車行駛。

- 1961年9月1日：全線採用自動閉塞系統。
- 1970年：

- 4月5日：引入中央控制行車(CTC)系統。
- 4月30日：行李列車最後一日運行。
- 5月1日：各站不再辦理手提行李托運服務；彥崎站、迫川站、八濱站、備前田井站無人化。
- 6月：宇野線開業六十周年記念，開設紀念列車行駛岡山～宇野間。

- 1980年6月：宇野線開業七十周年記念，開設紀念列車行駛岡山～宇野間。
- 1984年12月30日：大元～岡山操車場間短絡線廢止。
- 1987年：

- 3月22日：岡山～宇野間引入213系電車，增設快速列車。3月28日起另增設「備讚Liner」。
- 4月1日：國鐵分割民營化，路線由西日本旅客鐵道（JR西日本）承繼。日本貨物鐵道（JR貨物）取得全線第二種鐵道事業者資格。

- 1988年4月10日：瀨戶大橋開通。本四備讚線開業，快速「Marine Liner」投入服務。同日起「備讚 Liner」、宇高連絡船廢止，只保留高速船。
- 1990年4月1日：高速船服務休止。翌年廢止。
- 1991年10月22日：妹尾站增設列車交換設施。
- 1992年：岡山～茶屋町間進行高速化改善工程。改良早島站、備前西市站及大元站內的列車交換設施。
- 1994年12月3日：宇野站向前遷移約0.1km，縮減營業距離。
- 1997年11月：大元站附近高架化工程開展[10]。
- 2001年12月16日：大元站附近約1.9公里的高架化工程完成，增加列車交換設施，行車時間短縮[11]。
- 2002年4月1日：JR貨物茶屋町～宇野間之第二種鐵道事業者資格廢止。
- 2004年8月30日-9月30日：因台風16号引發的潮漲，宇野站出現海水倒灌，停泊在車站內的電車受到波及而導致不能行走，要從岡山電車區臨時調派223系電車行走。
- 2006年：

- 7月9日：岡山站內増設宇野線、瀨戶大橋線月台。
- 10月：早島～久久原間複線化工事着工。

- 2007年9月1日：岡山～茶屋町間可使用ICOCA[13][14]。
- 2008年6月22日：備中箕島～早島間下行線完成，舊線停止使用。
- 2009年：

- 1月25日：早島～久久原間約3.3km複線化。久久原站增設下行月台。
- 3月14日：隨複線化完成，時間表改正。

- 2011年4月2日 - 4月7日：受東日本大震災影響，車輛替補零件不足，平日日間時段列車班次及車輛編成有所調整[16][17]。
- 2016年3月26日：路線顏色、路線代號及暱稱「宇野港線」開始使用[18]。英文名稱為「Uno-port Line」。[19]。另外茶屋町以南的車站採用列車半自動門方式運作。
- 2019年3月16日：茶屋町 - 宇野間引入「ICOCA」，宇野線全線至此皆可使用ICOCA[20]。
- 2020年

- 3月14日：隨時間表改正，新設岡山 - 備前西市區間車及岡山 - 茶屋町間快速列車。快速列車停靠大元、備前西市及妹尾三站。
- 9月：全線引入車站編號，編碼形式為「JR-L○○」。

## 車站列表
- 停靠站
  - 普通 …停靠所有車站
  - 快速（Marine Liner） … ●的車站所有列車停靠，◆的車站有半數程度停靠，▲的車站在早上、繁忙時段、深夜一部分停靠，｜的車站所有列車通過
  - 特急 … 參見#運行形態各列車條目
- 軌道 … ∥：複線路段，◇：單線路段（可進行列車交會），｜：單線路段（不可進行列車交會），∨：此起往下是單線，∧：此起往下是複線，也是終點（可進行列車交會）
- 所有車站都位於岡山縣內

| 愛稱     | 車站編號 | 中文站名 | 日文站名 | 英文站名 | 站間營業距離 | 累計營業距離 | 快速 | 接續路線 | 軌道 | 所在地        |
| -------- | -------- | -------- | -------- | -------- | ------------ | ------------ | ---- | --- | ---- | ------------- |
|          |          |          |          |          |              |              |      | |      |               |
| 宇野港線 | JR-L01   | 岡山     |          |          | -            | 0.0          | ●    | 西日本旅客鐵道： 山陽新幹線、 山陽本線、 赤穗線、 伯備線、 津山線、 吉備線（桃太郎線） 岡山電氣軌道：東山本線 …岡山站前 | ∨    | 岡山市 北區   |
| 宇野港線 | JR-L02   | 大元     |          |          | 2.5          | 2.5          | ▲    | | ◇    | 岡山市 北區   |
| 宇野港線 | JR-L03   | 備前西市 |          |          | 2.0          | 4.5          | ▲    | | ◇    | 岡山市 南區   |
| 宇野港線 | JR-L04   | 妹尾     |          |          | 3.8          | 8.3          | ◆    | | ◇    | 岡山市 南區   |
| 宇野港線 | JR-L05   | 備中箕島 |          |          | 1.9          | 10.2         | ｜   | | ｜   | 岡山市 南區   |
| 宇野港線 | JR-L06   | 早島     |          |          | 1.7          | 11.9         | ◆    | | ∧    | 都窪郡 早島町 |
| 宇野港線 | JR-L07   | 久久原   |          |          | 1.3          | 13.2         | ｜   | | ∨    | 都窪郡 早島町 |
| 宇野港線 | JR-L08   | 茶屋町   |          |          | 1.7          | 14.9         | ●    | 西日本旅客鐵道： 本四備讚線（瀨戶大橋線）                                                                               | ◇    | 倉敷市        |
| 宇野港線 | JR-L09   | 彥崎     |          |          | 3.2          | 18.1         |      | | ◇    | 岡山市 南區   |
| 宇野港線 | JR-L10   | 備前片岡 |          |          | 2.8          | 20.9         |      | | ◇    | 岡山市 南區   |
| 宇野港線 | JR-L11   | 迫川     |          |          | 1.9          | 22.8         |      | | ◇    | 岡山市 南區   |
| 宇野港線 | JR-L12   | 常山     |          |          | 1.3          | 24.1         |      | | ｜   | 玉野市        |
| 宇野港線 | JR-L13   | 八濱     |          |          | 2.5          | 26.6         |      | | ◇    | 玉野市        |
| 宇野港線 | JR-L14   | 備前田井 |          |          | 3.7          | 30.3         |      | | ◇    | 玉野市        |
| 宇野港線 | JR-L15   | 宇野     |          |          | 2.5          | 32.8         |      | | ∧    | 玉野市        |

1. 1 2  赤穗線以山陽本線東岡山站，伯備線以山陽本線倉敷站作為路線的起終點，運行系統上所有列車直通至岡山站

岡山站、茶屋町站及宇野站均為JR西日本的直營站；大元站則由JR西日本中國交通服務負責車票事宜，其餘則為無人站。

### 過去的接續路線
事業者名以廢除時為準
- 大元站：岡山臨港鐵道（日语：岡山臨港鉄道） - 1984年12月30日廢除
- 茶屋町站：下津井電鐵線（日语：下津井電鉄線） - 1972年4月1日廢除
- 宇野站：玉野市營電氣鐵道（日语：玉野市営電気鉄道） - 1972年4月1日廢除